# Tetraplodon caulescens
Tetraplodon caulescens là một loài rêu trong họ Splachnaceae. Loài này được (Steud.) Lindb. mô tả khoa học đầu tiên năm 1883.